# ویکتوریا (روستا)
ویکتوریا (روستا) (به انگلیسی: Victoria, Illinois) یک منطقهٔ مسکونی در ایالات متحده آمریکا است که در ایلینوی واقع شده‌است.

## خصوصیات
ویکتوریا ۳۲۳ نفر جمعیت دارد.